# عثمان جركس باشا البرنجي
الحكمدار عثمان جركس باشا البرنجي مؤسس مدينة الخرطوم، تولى الحكم والإدارة في السودان خلفا للحكمدار محمد بك خسرو الدفتردار عام 1824م. بادر عند توليه حكم السودان للبحث عن موقع مناسب لاقامته مع جنوده فوقع اختياره على الموقع الحالي لمدينة الخرطوم حيث أُعجب بموقع اقتران النيل الأبيض بالنيل الأزرق. فوضع عددا من جنوده في الموقع. وبنى لهم قلعة عسكرية في ديسمبر 1824 م. وأنشأ حصنين أولهما الحصن الشرقي (في الخرطوم بحري) وثانيهما الحصن الغربي (في أمدرمان).
أقام عثمان جركس باشا في الموقع الجديد واتخذه عاصمة له يدير منه دفة الحكم في السودان. وكانت الخرطومم قبل ذلك محلّة صغيرة لبعض الصيادين.	توفي عثمان جركس باشا بعد ثمانية أشهر من توليّه الحكم وكانت وفاته في[ 23 رمضان] [1240] هجري حيث دفن في السودان.	اشتهر عن عثمان باشا جركس أنه فرض الضرائب العالية على السكان، وكان قاسياً في جبا يتها وتحصيلها منهم بالقوة.	يُعتبر عثمان باشاجركس البرنجي مؤسِّس مدينة الخرطوم الحديثة وأول من اتخذها عاصمة للسودان رغم مدة حكمه القصيرة، وقد اتّسعت المدينة بإقامة صيادي الاسماك قرب القلعة وحول الحصنين الشرقي والغربي، واقام فيها خلفه الحكمدار محو بيك ثم اقام فيها الحكمدار خورشيد باشا الذي أولى الخرطوم عنايته وعمل على تطويرها ليصبح عدد سكا نها في عام 1845 م حوالي 60 الف نسمة من السودانيين والجاليات المصرية واللبنانية والسورية واليونانية وغيرهم من الأوروبيين.